# أوغو هامبرت
أوغو هامبرت (بالفرنسية: Ugo Humbert) هو لاعب كرة مضرب فرنسي، ولد في 26 يونيو 1998 في متز في فرنسا.

## وصلات خارجية
- أوغو هامبرت على موقع رابطة محترفي التنس (الإنجليزية)
- أوغو هامبرت على موقع الاتحاد الدولي لكرة المضرب (الإنجليزية)
- أوغو هامبرت على موقع كأس ديفيز (الإنجليزية)
- أوغو هامبرت على موقع خلاصة التنس.كوم (الإنجليزية)
- أوغو هامبرت على موقع إي إس بي إن.كوم (الإنجليزية)
- أوغو هامبرت على موقع اللجنة الأولمبية الدولية (الإنجليزية)
- أوغو هامبرت على موقع أوليمبيديا (الإنجليزية)